# لولا سريتون
لولا سريتون (بالفرنسية: Lola Créton)‏ هي ممثلة فرنسية، ولدت في 16 ديسمبر 1993 بباريس في فرنسا.

## وصلات خارجية
- لولا سريتون على موقع IMDb (الإنجليزية)
- لولا سريتون على موقع ألو سيني (الفرنسية)
- لولا سريتون على موقع أول موفي (الإنجليزية)
- لولا سريتون على موقع قاعدة بيانات الأفلام السويدية (السويدية)
- لولا سريتون على موقع قاعدة بيانات الفيلم (الإنجليزية)
- لولا سريتون على موقع كينوبويسك (الروسية)